# Ritual smrti
Ritual smrti je epizoda Malog rendžera objavljena 1970. godijen u Lunov magnus stripu.

## Sadržaj
Priča počinje posetom izviđača Neda Vilkinsa komandantu Kitovog utvrđenja. Vilkins priča kako je indijansko pleme Crvenih sokola palo pod uticaj svoga vrača koji im je prorekao veliku glad ako pleme ne podnese neku žrtvu. Komandant određuej Kita i Frenkija da ispitaju stvar, ali sa njima tajno kreće i Čin Lao.
Kit i Frenki dolaze u indijansko selo, i započinju pregovore sa poglavicom Velikim Sokolom i njegovim savetom. Dok Kit razgovara sa poglavicom, napolju Indijanci pripremaju drveni splav sa kolcem za koga vezuju mladu indijansku. Kit je čuo njen krik, ali ga Indijanci uveravaju da mu se učinilo. Indijanci su uspeli da uspavaju Frenkija, ali Kit tajno prati Indijance koji sprovode ritual smrti. Indijanci puštaju devojku niz splav, ali Kit uspeva da je sustigne i spasi.
Pošto je spasio devojku po imenu Keena, Kit se vraća u selo da spasi Frenkija, što mu uspeva uz pomoć Čin Laoa koji raketnim vatrometom sprečava Indijance da ih uhvate.

## Osnovni podaci
Epizoda je objavljena u br. 13 Lunov magnus stripa (LMS) 1970. godine. To je bila druga epizoda Malog rendžera objavljena u LMS. (U to vreme, Mali rendžer je izlazio paralelno u LSM i Zlatnoj seriji.) Epizoda je imala 74 stranice. Koštala je 3 dinara. Izdavač je bio Dnevnik iz Novog Sada. LMS je tada još uvek bio deo Roto biblioteke i izlazio je dva puta mesečno.

## Reprize
Prvi deo epizode repriziran je u LMS-729 Vatra nad močvarom (str. 50-95), a drugi deo u LMS-736: Otkrivena igra (str. 3-28). Oba su izašla 1987. godine.